# Spathicarpa
Spathicarpa är ett släkte av kallaväxter. Spathicarpa ingår i familjen kallaväxter.
Kladogram enligt Catalogue of Life:
| Spathicarpa | \| \| Spathicarpa gardneri \| \| \| \| \| \| Spathicarpa hastifolia \| \| \| \| \| \| Spathicarpa lanceolata \| \| \| \| |
|             | \| \| Spathicarpa gardneri \| \| \| \| \| \| Spathicarpa hastifolia \| \| \| \| \| \| Spathicarpa lanceolata \| \| \| \| |
|             | Spathicarpa gardneri |
|             | |
|             | Spathicarpa hastifolia                                                                                                   |
|             | |
|             | Spathicarpa lanceolata                                                                                                   |
|             | |